# فراسچینتو
فراسچینتو (به ایتالیایی: Frascineto) یک کومونه در ایتالیا است که در استان کزنتزا واقع شده‌است.

## خصوصیات
فراسچینتو ۲۸٫۷۸ کیلومترمربع مساحت و ۲٬۳۷۸ نفر جمعیت دارد و ۴۸۶ متر بالاتر از سطح دریا واقع شده‌است.